# 洗衣店阿健
《洗衣店阿健》（日语：洗濯屋ケンちゃん，せんたくやケンちゃん）是1982年開始於日本流傳的無碼色情作品。由於它流傳甚廣，故於其後成為了日本無碼色情作品的代名詞，並被譽為無碼界的名作或傑作。

## 解說
此作的標題是監督藤井智憲取的，靈感源自人氣電視劇《蛋糕店小健》（ケーキ屋ケンちゃん），而他本人亦參與了該套電視劇的演出。他找來了曾任《彗星公主》監督的出口富雄，由其負責製作（出口富雄於自己監修的書籍指出，他較喜歡把自己的職務寫成「總監督」，而不寫成「製作」）。
作中出現的兩位女優是由星探發掘回來的，不過男角一方星探則無能為力。於是藤井監督便找來原本認識的男演員久野一之，由其以北林健的名義演出。
這部作品是以會輸出到美國的前提來進行拍攝的，故此當中包含了性交的場面。此外高田次郎指出，它也是日本首部把颜射場面影像化的作品。出口富雄表示，他們總計製作了3個版本，每個版本時長不同（分別長30分鐘、45分鐘、60分鐘）。
製作人員原本只預備了200支載有有關內容的錄影帶，不過內容卻經錄影帶製作公司之手流出，使之廣為流傳。盜版的賣出數量眾說紛紜：10萬支、13萬支、15萬支、50萬支都各有支持者。估計看過的人數更是超過500萬人。一部分店家會把它當作家用錄影機（特別是VHS規格的錄影機）的購入特典贈送，甚有說法指它推動了家用錄影機的普及。由於它流傳甚廣，故於其後成為了日本無碼色情作品的代名詞。及後本作的男優和製作者皆因涉嫌違反《猥褻物頒佈等罪》而被捕。

## 劇情
洗衣店阿健引誘人妻常客去約會，她於最終答應之。然後他們一起來到浦安市的填海区域（現在東京迪士尼度假區的所在地），在草叢裡做愛。在第二段，洗衣店阿健把朋友的女朋友騙去情侣酒店，然後强奸了她。

## 角色
- 阿健：久野一之[10]
- 兩名女優皆沒有公開姓名[10]。

## 製作人員
- 監督：藤井智憲[10][11]
- 攝影：松本某[11]
- 製作（總監督）：出口富雄[11][12]

## 相關事項
- 录像带格式战